# Худояровы

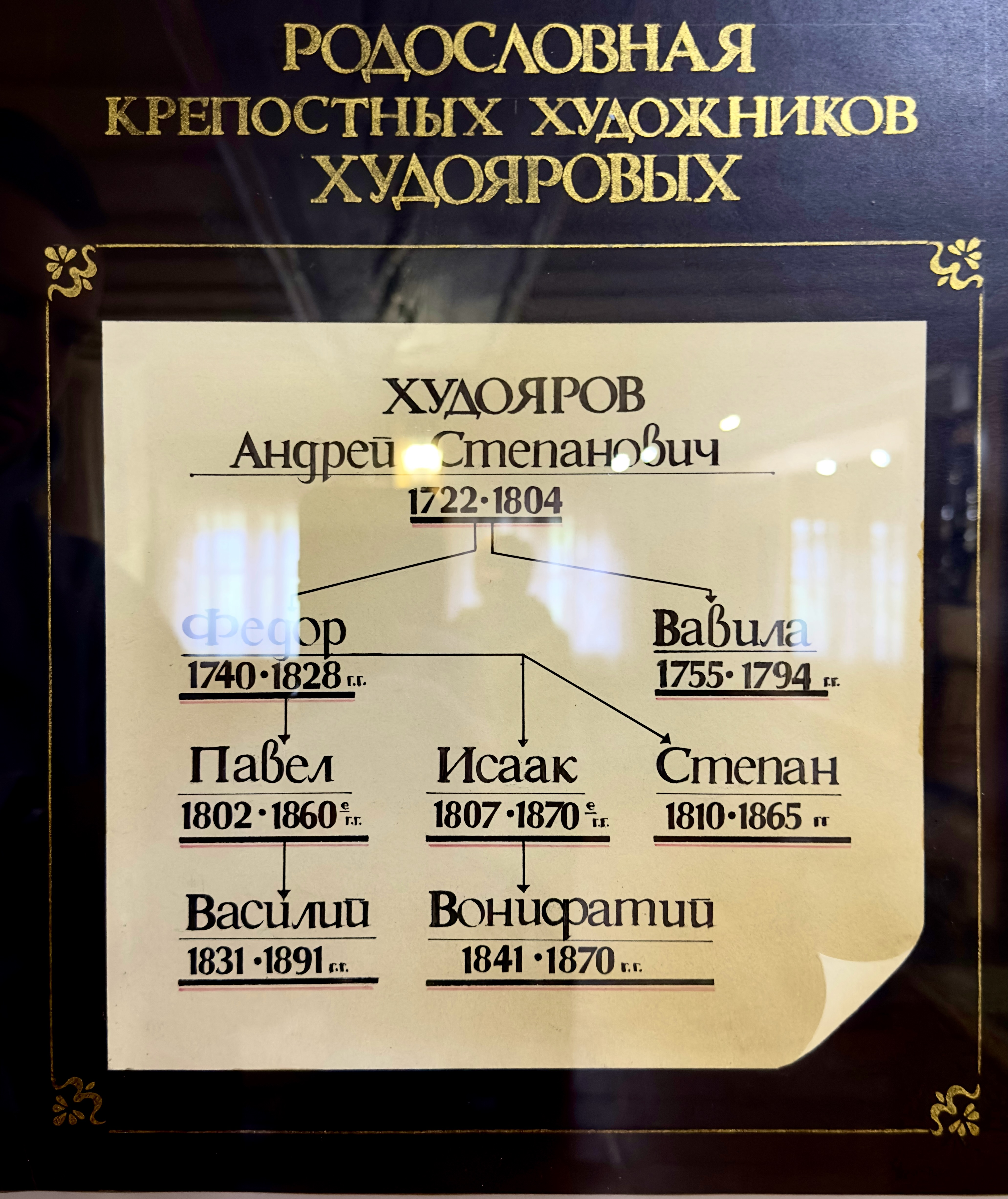
Родословная Худояровых в Музее подносного промысла в Нижнем Тагиле

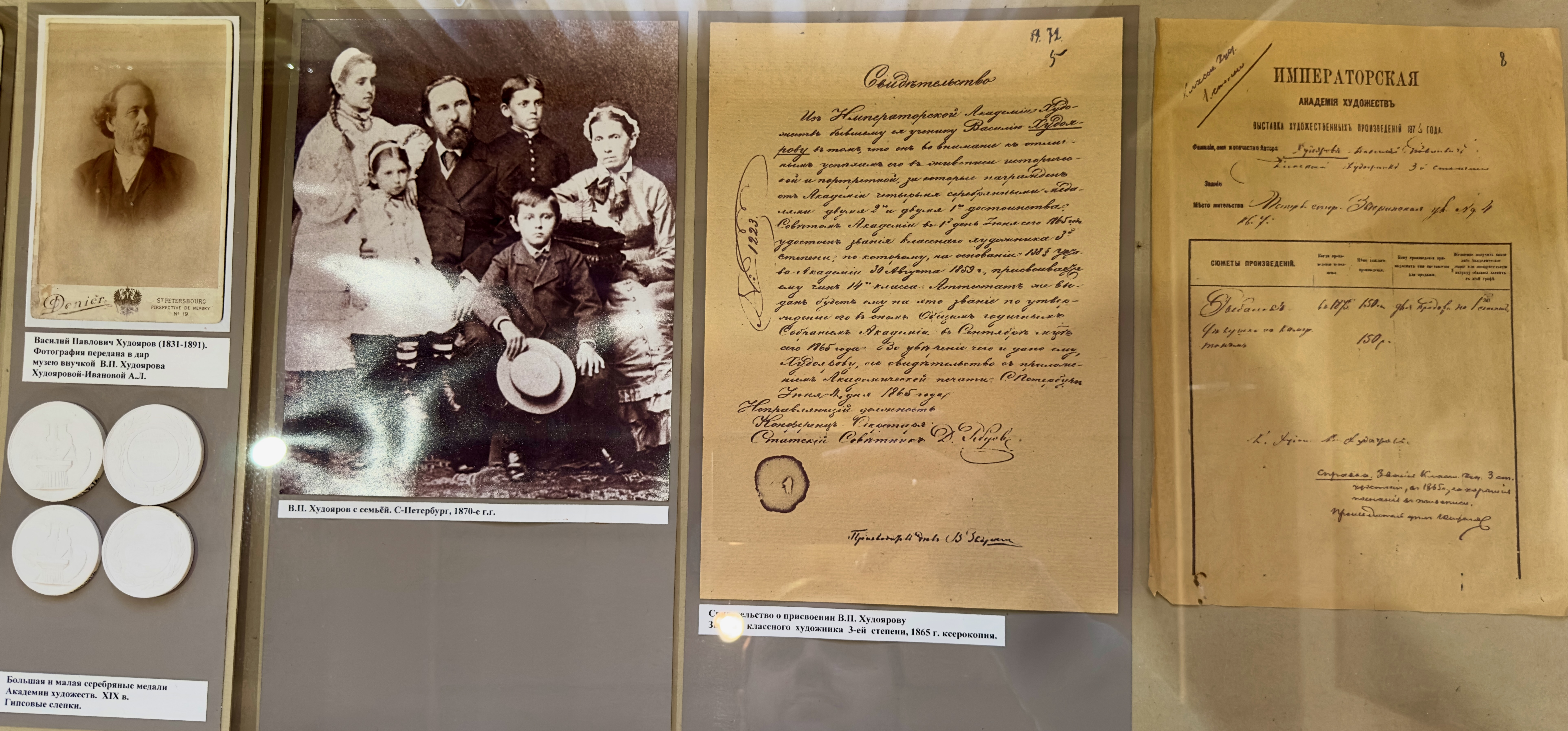
Документы В. П. Худоярова в Музее подносного промысла

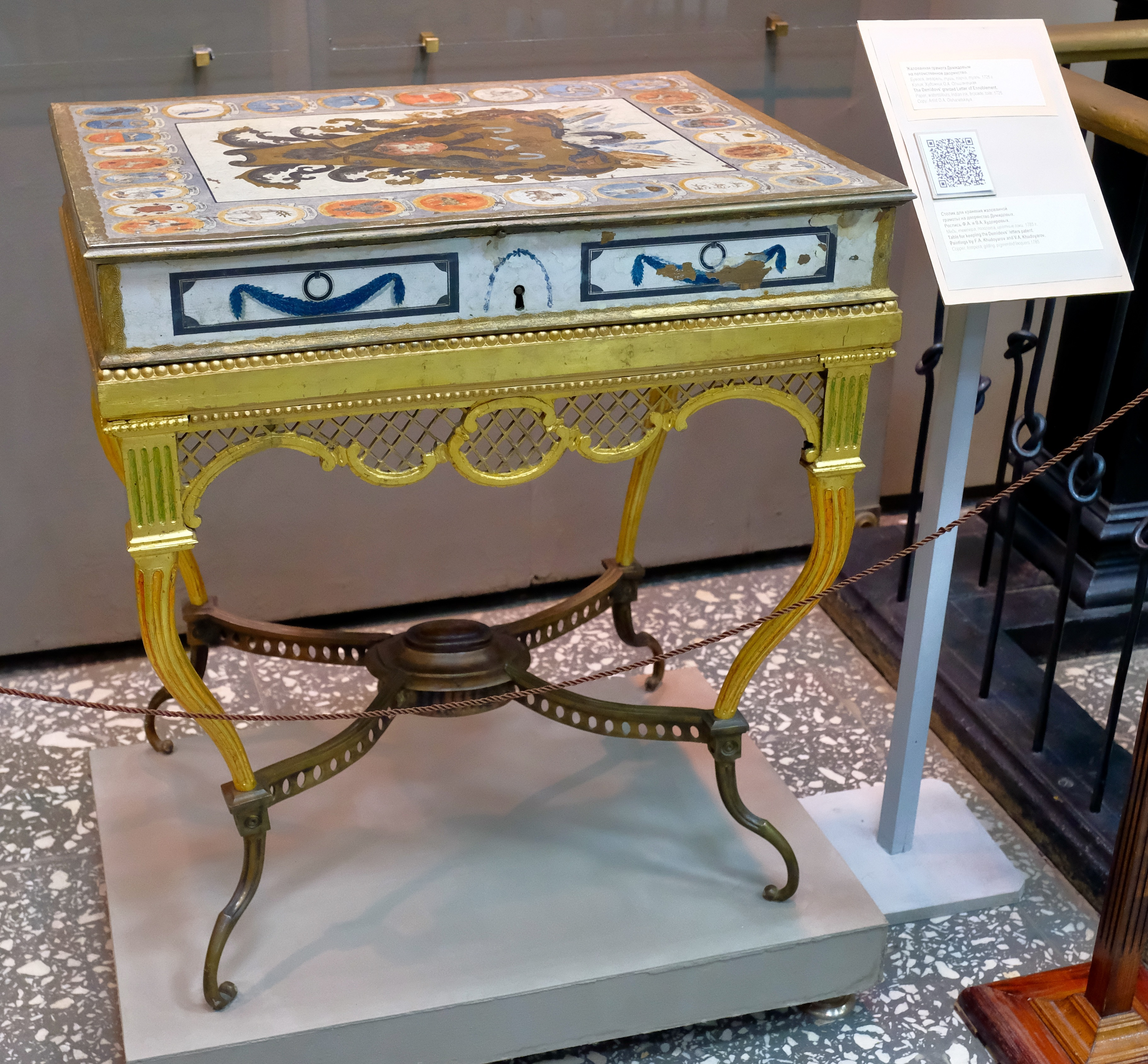
Столик для документов с росписью Фёдора и Вавилы Худояровых (1785, Историко-краеведческий музей)

Худоя́ровы — династия российских крепостных художников, внёсших большой вклад в создание и развитие уральских народных промыслов в XVIII—XIX веках, в том числе лаковой росписи по металлу. Основным местом активности Худояровых был современный Нижний Тагил. Основателем династии называют Андрея Степановича Худоярова (1722—1804).

## История
По некоторым данным, старообрядцы Худояровы были переселенцами из Поволжья на Урал.
Андрей Степанович Худояров основал в посёлке Нижнетагильского завода мастерскую, специализировавшуюся на росписи металлических изделий и иконописи. Его сыновья Фёдор и Вавила позднее изобрели состав масляного лака, ставшего фирменным знаком тагильского подносного промысла. Также Худояровы по заказу Демидовых выполняли росписи интерьеров зданий и мебели. В числе наиболее известных работ называют напольные часы с цветочной росписью на циферблате (1775) и столик для хранения ценных бумаг с изображением гербов 29 российских губерний и фамильного герба Демидовых на столешнице (1785), выполненные по заказу Н. Н. Демидова. Искусствовед В. Б. Павловский выделяет братьев Павла и Исаака Худояровых среди наиболее известных мастеров династии.
Кроме росписи по металлу Худояровы занимались живописью, оставив после себя картины с изображениями народных мотивов.

## Биографии
- Андрей Степанович (1722—1804). Заводской крестьянин, основатель семейного лакового промысла.
- Фёдор Андреевич (1740—1828). Был дважды женат, дети от первого брака Иван, Ларион и Семён; от второго — Павел, Исаак и Степан. Практиковал разные варианты росписей, занимался обучением ремеслу художников в своей мастерской.
- Вавила Андреевич (1760—1794). Писал цветы, пейзажи и людей, работы характеризуются разнообразием тематик.

Братьев Фёдора и Вавилу Андреевичей Худояровых называют ведущими мастерами лаковой росписи Нижнего Тагила в XVIII веке. Мастера владели цветочной и пейзажной росписью по металлу и дереву. Их также считают изобретателями специального лака, характеризовавшегося высокой прочностью и чистотой и использовавшегося для росписей по железу, меди и дереву. Из их работ сохранился медный столик-шкатулка (1785).
- Павел Фёдорович (1802—1860-е). Писал иконы для Выйско-Никольской и Введенской церквей Нижнего Тагила. Один из первых обратился к тематике заводского труда в своих произведениях. Известные работы: «Листобойный цех» (1830-е).
- Исаак Фёдорович (1807—1870-е). Среди работ преобладают подносы, шкатулки и сундуки, оформленные с использованием сюжетной и цветочной росписей. Известные работы: «Гулянье на Лисьей горе» (1840-е), «Тагильчанка в праздничном костюме».
- Степан Фёдорович (1810—1865). В 1828 — начале 1830-х годов под фамилией Фёдоров обучался живописи в Италии под руководством К. П. Брюллова. В 1832—1834 годах обучался в Императорской Академии художеств, в 1845 году получил звание свободного художника. В 1848—1850 годах вновь уехал в Италию, где изучал мозаичную технику в Риме. В 1851—1860 годах работал в мозаичной мастерской Императорской Академии художеств, затем художником на императорском стекольном заводе. Известные работы: мозаичные иконы главного иконостаса Исаакиевского собора, портрет Ивана Сусанина (1830-е).

- Василий Павлович (1831—1891). В 1858 году получил вольную, в 1859 году поступил в Императорскую Академию художеств. В 1863 году был допущен к конкурсу на 2-ю золотую медаль. Единственный из рода Худояровых получил высшее художественное образование, в 1865 году получил звание художника 3-го класса. В 1870—1880-х годах занимался религиозной живописью, выполнял частные заказы. Известные работы: «Медный рудник» (1849), «Спас нерукотворный», «Рыболов» (1864), портрет В. П. Сукачёва.
- Вонифатий Исаакович (1831 — 2 мая 1870 года). Учился рисованию в Выйском заводском училище. В 1861 году поступил в Императорскую Академию художеств, откуда по состоянию здоровья в 1866 году был отчислен с присвоением звания свободного художника. С 1869 года работал преподавателем в Олонецком уездном училище. Известные работы: «Женская головка» (1850-е), «Автопортрет» (1861).

## Память

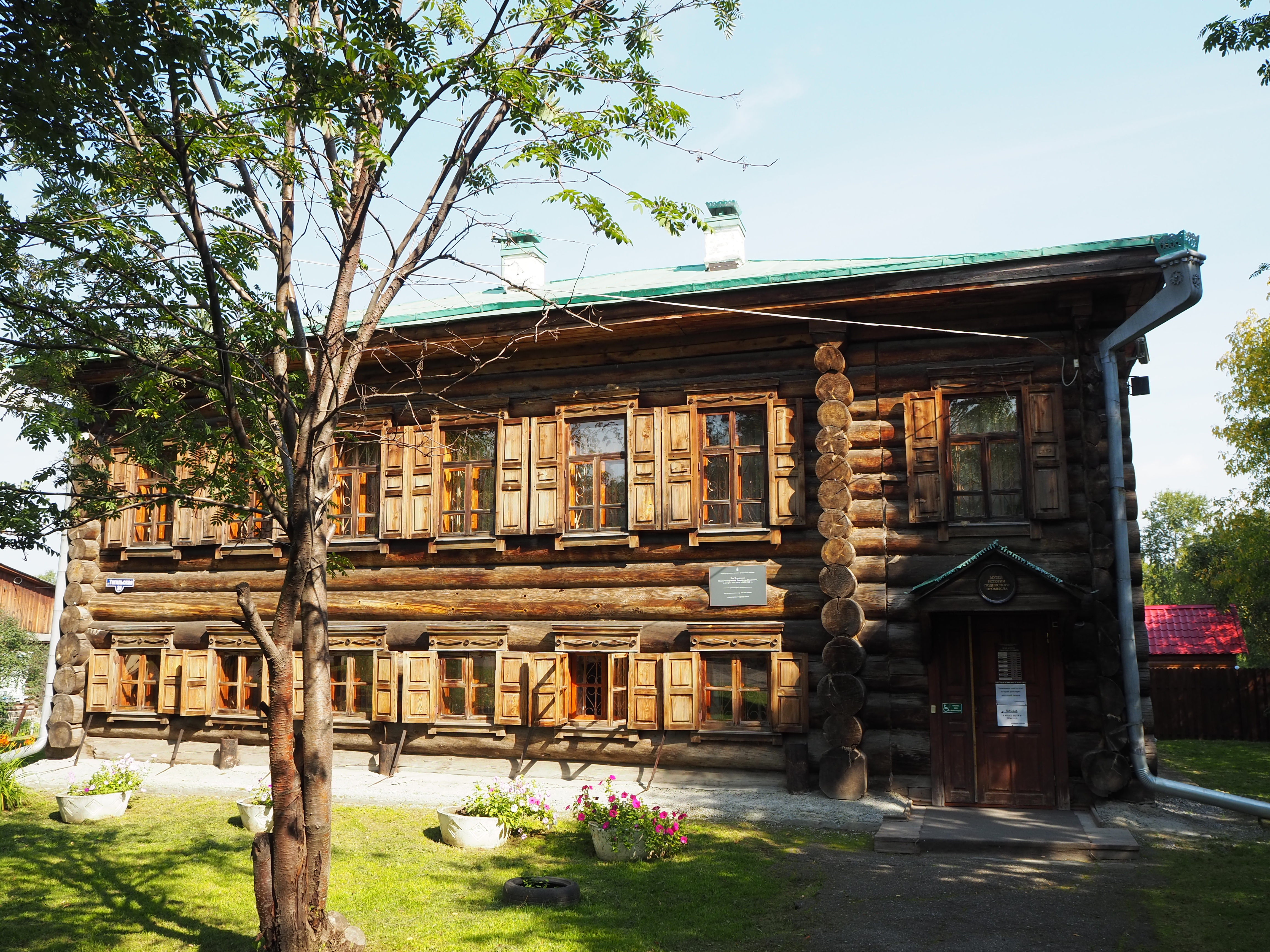
Дом Худояровых в Нижнем Тагиле

Музей подносного промысла в Нижнем Тагиле расположен в доме, где в 1850—1860 годах жили Исаак Фёдорович и Вонифатий Исаакович Худояровы, и назван в честь династии художников. На нижнем этаже двухэтажного деревянного дома располагалась мастерская с печью для сушки подносов и кухня, обращённая окнами во двор. Второй этаж занимали жилые комнаты. Здание, построенное в середине XIX века, в 1990-х годах было перемещено с улицы Горького на улицу Тагильскую и является памятником истории России федерального значения.